# 34134 Zlokapa
34134 Zlokapa è un asteroide della fascia principale. Scoperto nel 2000, presenta un'orbita caratterizzata da un semiasse maggiore pari a 2,6174988 au e da un'eccentricità di 0,0875797, inclinata di 0,65615° rispetto all'eclittica.